# 251. strelska divizija (ZSSR)
251. strelska divizija (izvirno rusko 251. стрелковая дивизия; kratica 251. SD) je bila strelska divizija Rdeče armade v času druge svetovne vojne.

## Zgodovina
Divizija je bila ustanovljena julija 1941.